# Élie Vinet

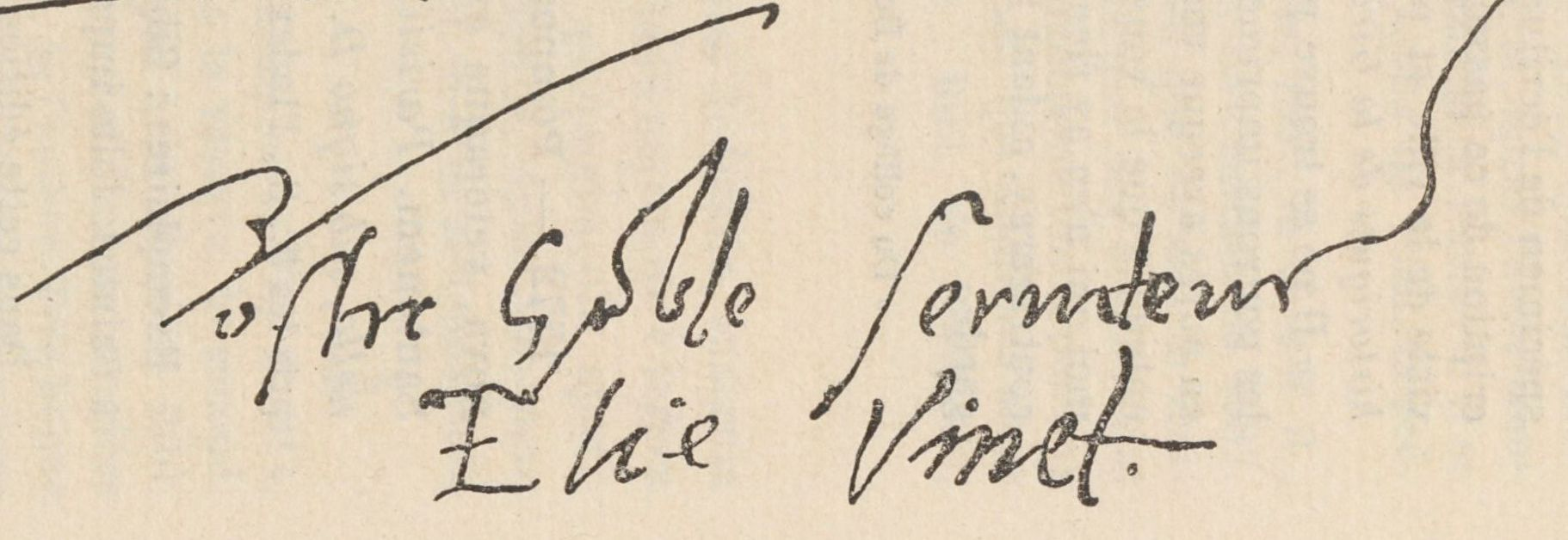
Unterschrift von Élie Vinet

Élie Vinet (* 1509 in Saint-Médard (Charente); † 11. Mai 1587 in Bordeaux) war ein französischer Renaissance-Humanist, der als Übersetzer klassischer Texte, Historiker und Lehrer am Collège de Guyenne bekannt wurde.

## Leben und Wirken
Vinet kam in einem Dorf namens Planches, im heutigen Saint-Médard, unweit von Barbezieux zur Welt. Über sein frühes Leben gibt es nur bruchstückhafte Kenntnisse. Die Familie seines Vaters Jehan Vinet stammte ursprünglich aus der Gegend Poitou; sie waren 1470 in das Gebiet um den Fluss Charente gezogen. Seine Mutter, Colette, geborene Chat, stammte ursprünglich aus der Gegend Montmoreau-Saint-Cybard. 
Vinet begann seine schulische Ausbildung in Barbezieux-Saint-Hilaire, wo er u. a. in den Grundlagen der lateinischen Sprache unterrichtet wurde. Nach dem Tod seines Vaters schickte ihn seine Mutter nach Angoulême, wo er eine universitäre Ausbildung begann.
Hiernach ging Vinet zum Studium nach Poitiers, das er mit einem Magister Artium, französisch maître ès-arts abschloss. Dann folgte ein weiterer Aufenthalt in Paris mit Studien des Altgriechischen und der Mathematik am Collège Sainte-Barbe. 
1539 lernte er in Paris den portugiesischen Humanisten André de Gouveia kennen. De Gouveia war von 1529/1530 Direktor des Collège Sainte-Barbe, 1534 dann Principal du Collège de Guyenne am Collège in Bordeaux. Wegen de Gouveia verlegte Vinet seinen Lebensmittelpunkt und seine Lehrtätigkeit nach Bordeaux an das Collège de Guyenne. Schon nach drei Jahren, 1542, zog sich Vinet aus dem Lehrbetrieb in seine Heimat ins Saintonge zurück und begann intensiv einige klassische Autoren zu studieren und seine Werke auf Latein und Französisch zu veröffentlichen.
1547 berief König Johann III. von Portugal André de Gouveia nach Coimbra, um dort die Universität endgültig anzusiedeln und nach dem Vorbild des Kollegs von Bordeaux zu reorganisieren. Elie Vinet folgte Gouveia. Während dieser sich entschied, in seiner Heimat Portugal zu bleiben, kehrte Vinet im Juli 1549 wieder nach Bordeaux zurück. Dort nahm Vinet seinen Lehrstuhl für Mathematik am College von Guyenne wieder auf und veröffentlichte zwischen 1552 und 1556 eine Reihe von Büchern für seinen Unterricht.
Zu seinen bedeutendsten Schülern zählten Michel de Montaigne, der das Collège de Guyenne von 1539 bis 1546 besuchte, und Joseph Justus Scaliger, der als Zwölfjähriger in das Collège eintrat.

## Werke (Auswahl)
- L’Antiquité de Bordeaux und Celle d’Angoulême. (1567)
- L’Antiquité de Saintes et de Barbezieux. (1568)
- L’Antiquité de Bourdeaus et de Bourg présentée au Roi Charles neufiesme. (1574).
- La Sphère de Procle, traduite du Grec. (1544)
- Eutropii in Breviarium historiae romanae, notae. (1553)
- La Vie de l’Empereur Charlemaigne, écrite en Latin, par Eghinard son Chancelier, & traduite en François. (1558)
- Prisciant Cœsariensis, Rhemnii Fannii, Bedæ Angli, Volusii Metiani, Balbi ad Celsum libri de nummis, ponderibus, mensuris, numeris, eorumque notis, et de vetere computandi per digitos ratione, emendati (1565)
- L’Antiquité de Bordeaux et celle d'Angoulême. (1567)